# The Land of Thulê
The Land of Thulê è un album in studio della one man band black metal norvegese Burzum, pubblicato nel 2024 dalla Byelobog Productions.

## Descrizione
La musica suonata da Burzum in The Land of Thulê corrisponde al metal estremo ad eccezione delle ultime due tracce. L'album ritorna al modo distorto di suonare la chitarra nello stile black metal delle opere giovanili, ma allo stesso tempo utilizza elementi dinamicamente contrastanti di neofolk e musica ambient.

## Tracce
Testi e musiche di Varg Vikernes.
1. The Magic of the Grave – 8:10
2. The Hidden Name – 7:51
3. The Nature of the Gods – 2:52
4. The Call of the Kraken – 10:22
5. Beyond the Gate – 12:55

## Formazione
- Varg Vikernes – tutti gli strumenti, voce